# Smiling Fish 2002
Der Smiling Fish 2002 im Badminton fand Anfang Mai 2002 in Trang statt.

## Sieger und Platzierte
| Disziplin    | Gold                                              | Silber                                           | Bronze                                    |
| ------------ | ------------------------------------------------- | ------------------------------------------------ | ----------------------------------------- |
| Herreneinzel | Allan Tai                                         | Hendra Wijaya                                    | Choo Gee Chang                            |
| Herreneinzel | Allan Tai                                         | Hendra Wijaya                                    | Thirayu Laohathaimongkol                  |
| Dameneinzel  | Liu Zhen                                          | Salakjit Ponsana                                 | Lee Yin Yin                               |
| Dameneinzel  | Liu Zhen                                          | Salakjit Ponsana                                 | Woon Sze Mei                              |
| Herrendoppel | Hendri Kurniawan Saputra Denny Setiawan           | Koo Kien Keat Ong Soon Hock                      | Polawat Daanpasukkul Thitipong Lapho      |
| Herrendoppel | Hendri Kurniawan Saputra Denny Setiawan           | Koo Kien Keat Ong Soon Hock                      | Chatchai Boonmee Supachai Pintuwat        |
| Damendoppel  | Duanganong Aroonkesorn Kunchala Voravichitchaikul | Sathinee Chankrachangwong Salakjit Ponsana       | Au Jen Yee Sugita Kunalan                 |
| Damendoppel  | Duanganong Aroonkesorn Kunchala Voravichitchaikul | Sathinee Chankrachangwong Salakjit Ponsana       | Jiang Yanmei Fatimah Kumin Lim            |
| Mixed        | Panuwat Ngernsrisul Kunchala Voravichitchaikul    | Songphon Anugritayawon Sathinee Chankrachangwong | Patrick Lau Kim Pong Jiang Yanmei         |
| Mixed        | Panuwat Ngernsrisul Kunchala Voravichitchaikul    | Songphon Anugritayawon Sathinee Chankrachangwong | Nuttaphon Narkthong Kanissara Ngernsrisuk |